# Cathedral of St. Matthew the Apostle

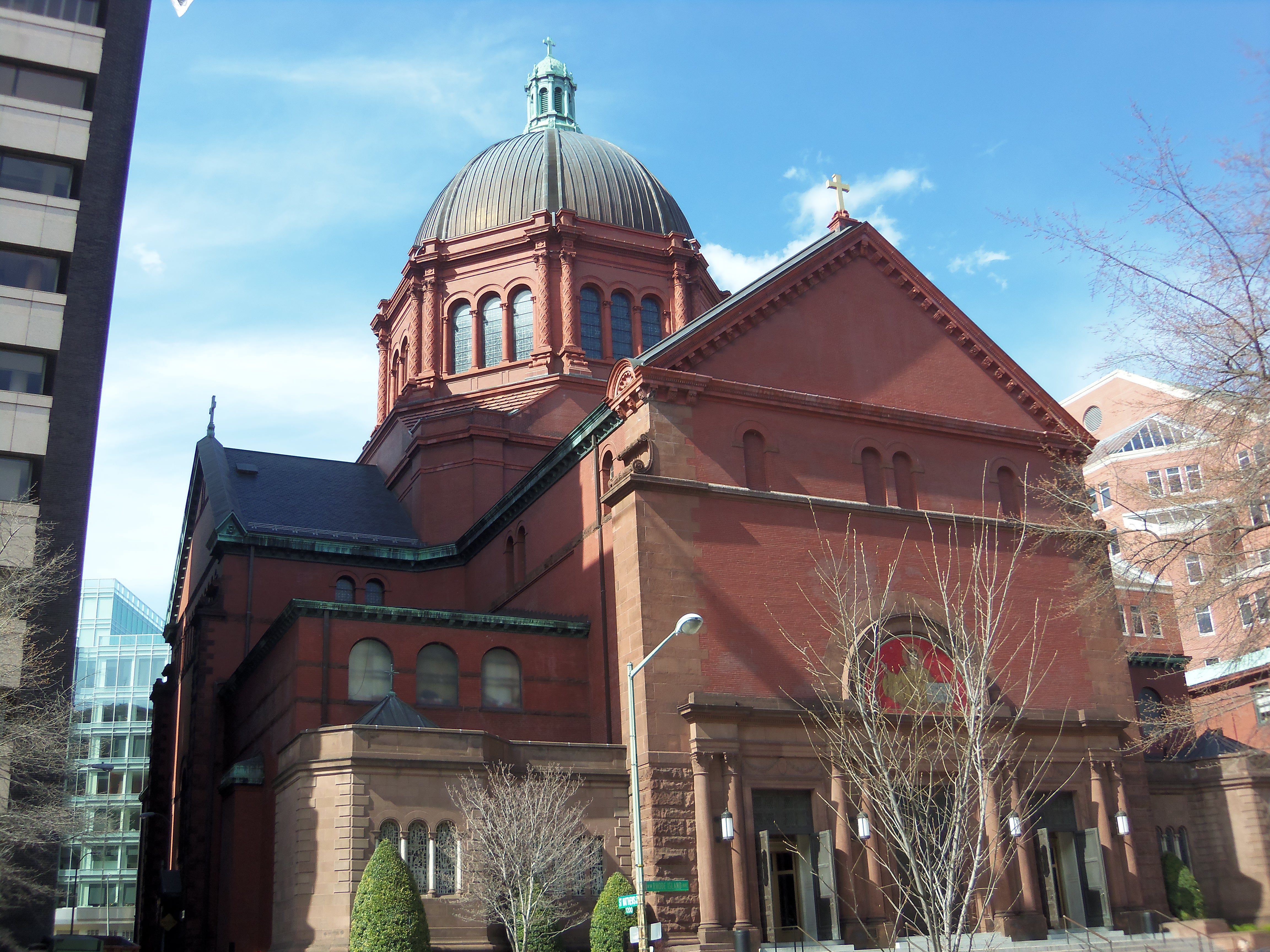
Kathedrale des Apostels Matthäus in Washington D.C.

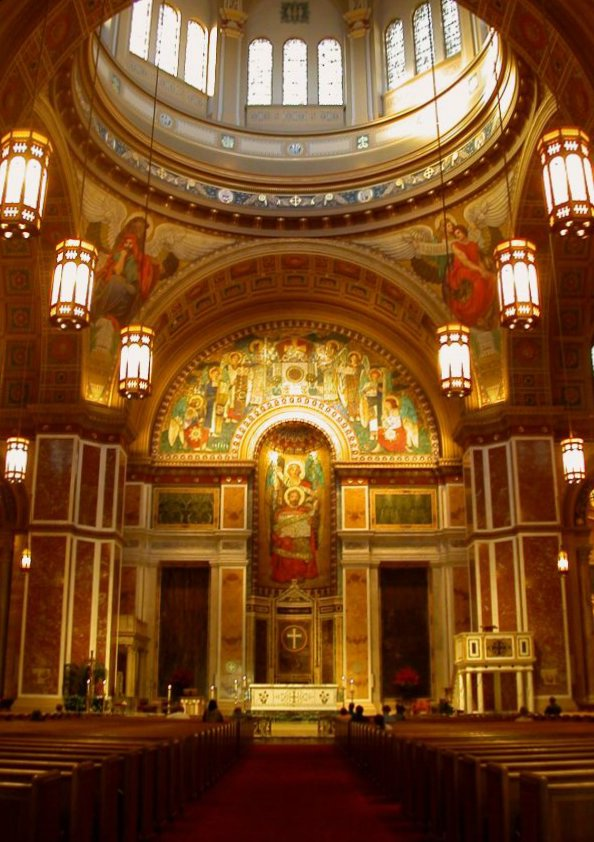
Innenraum der Matthäuskathedrale

Die Cathedral of St. Matthew the Apostle (auch als Matthew Cathedral bekannt) ist eine römisch-katholische Kathedrale in der US-Hauptstadt Washington. Die Kathedrale ist dem Apostel Matthäus geweiht.
Sie ist der Sitz des Erzbischofs der römisch-katholischen Erzbistums Washington und befindet sich in der Innenstadt von Washington an der Rhode Island Avenue NW 1725 zwischen der Connecticut Avenue und der 17th Street. Die nächstgelegene Metrorail-Station ist Farragut North an der Roten Linie. Die Kathedrale befindet sich sieben Blocks nördlich und zwei Blocks westlich des Weißen Hauses.

## Geschichte
Die Kirche ist dem Apostel Matthäus gewidmet. Sie wurde 1840 von Pater William Matthews und seinem Stellvertreter, Pater John Philip Donelan, gegründet. Am 1. November 1840 wurde der Vorgängerbau, obwohl noch nicht vollständig fertiggestellt, eingeweiht. Die heutige Kirche wurde 1893 errichtet, die erste Messe am 2. Juni 1895 gefeiert. Die Fertigstellung des neuen Gebäudes erfolgte 1913, in diesem Jahr wurde sie auch geweiht. Im Jahr 1939 wurde sie zur Kathedrale des neu gegründeten Erzbistums Washington.

### Bedeutende Ereignisse
Die erste bedeutete Trauermesse in der Kathedrale wurde gelesen für Manuel Quezon, den am 1. August 1944 verstorbenen Präsidenten der Philippinen.
1957 wurde hier das Requiem für Senator Joseph McCarthy gefeiert. Am Gottesdienst nahmen 70 Senatoren und Hunderte von Geistlichen teil.
Nach der Ermordung des US-Präsidenten John F. Kennedy am 22. November 1963 leitete Richard Kardinal Cushing, Erzbischof von Boston und ein Freund der Familie Kennedy, während des Staatsbegräbnisses am 25. November 1963 eine Requiem-Messe, worauf eine Prozession zum Arlington National Cemetery in Virginia folgte, wo die Beerdigung stattfand.
Am Morgen der Amtseinführung am 20. Januar 2021 besuchte der designierte US-Präsident Joe Biden zusammen mit seiner Frau Jill die von Kevin F. O’Brien gehaltene Morgenmesse in der Matthäuskathedrale; er wurde begleitet von Kamala Harris und ihrer Familie sowie Mitch McConnell und Chuck Schumer.

## Architektur und Ausstattung
Erbaut wurde die Kirche von 1893 bis 1913 in einem neoromanisch-neobyzantinischen Baustil. Die Entwürfe stammen von Christopher Grant LaFarge, dem ältesten Sohn von John La Farge und Partner des New Yorker Architekturbüros Heins & LaFarge (George Lewis Heins und John LaFarge). 
Das Kirchengebäude ist ein roter Backsteinbau mit Sandstein- und Terrakotta-Verzierungen im Stil der Romanik mit byzantinischen Elementen. Der Architekt LaFarge hat die Form eines lateinischen Kreuzes ausgebildet mit den Maßen 47 m × 41 m. Circa 1200 Personen finden in der Kirche Platz.
Das Kircheninnere ist reich ausgeschmückt mit Marmor und anderen Halbedelsteinen, insbesondere ein 11 m langes Mosaik von Matthäus hinter dem Hauptaltar von Edwin Blashfield. 
Die Kathedrale wird von einer achteckigen Kuppel bedeckt, die sich 58 m über dem Kirchenschiff erstreckt. Mit Kuppel und Kruzifix ergibt es eine Gesamthöhe von 61 m. Eine umfassende Restaurierung fand zwischen dem Jahr 2000 und dem 21. September 2003 statt, dem Festtag des heiligen Matthäus. 
In der Nähe des Eingangs der St. Francis-Kapelle befindet sich eine Grabgruft mit acht Gräbern, die für die Erzbischöfe Washingtons bestimmt ist. Drei ehemalige Erzbischöfe und Kardinäle, Patrick O’Boyle, William Baum und James Hickey, sind hier beigesetzt.
1974 wurde das Bauwerk in das National Register of Historic Places aufgenommen.

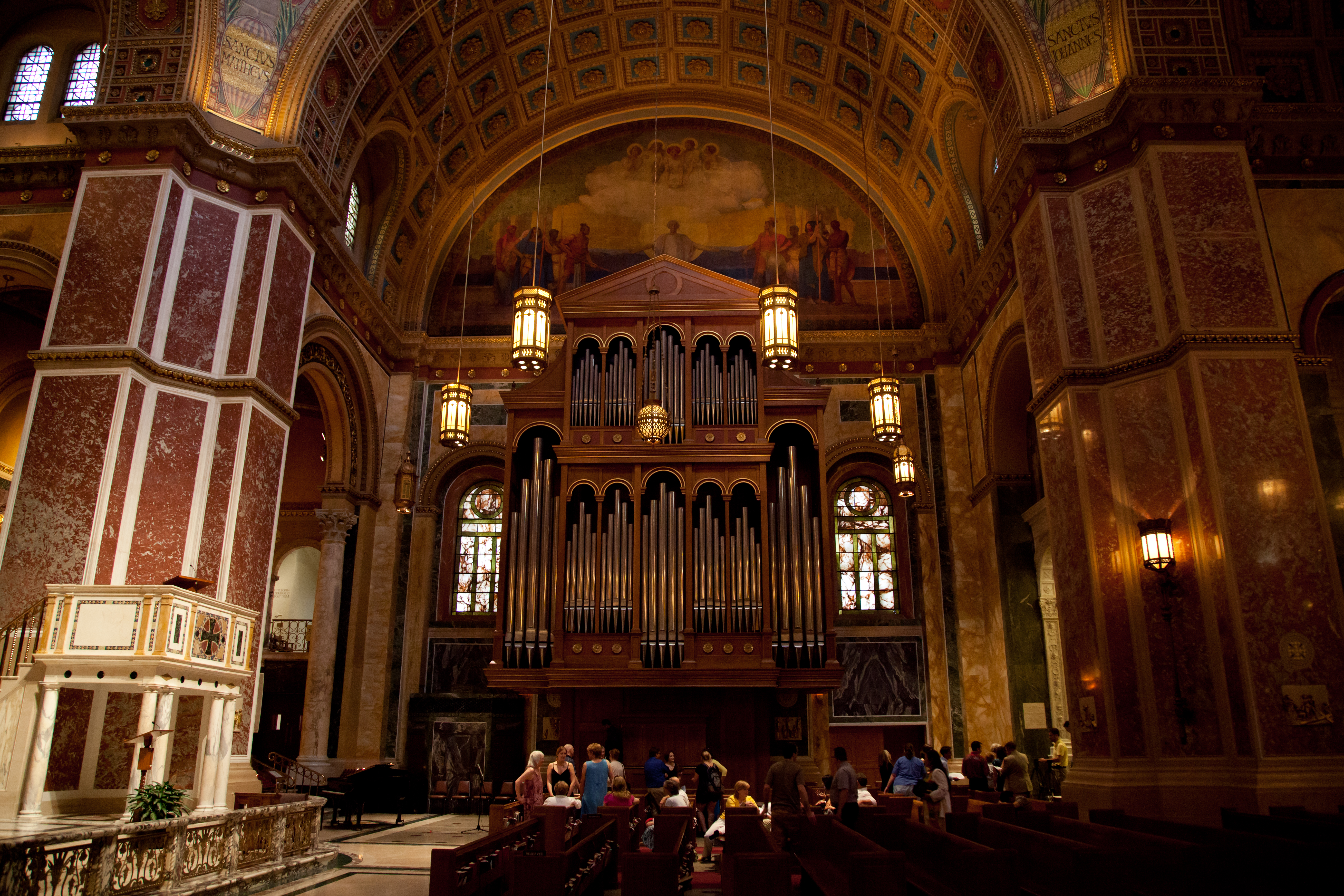
Blick auf die Orgel

### Orgel
Die erste Orgel wurde von dem Orgelbauer Bardroff erbaut. 1951 errichtete der Orgelbauer M. P. Möller ein Instrument mit 43 Registern auf vier Manualwerken und Pedal und elektro-pneumatischen Trakturen; das Instrument wurde in einer Kammer hinter der Sakramentskapelle untergebracht. 1974 wurde das Instrument um eine Antiphonal Division erweitert. Aufgrund des Standorts der Orgel erwies sich das Instrument als ungeeignet, um den Kirchenraum angemessen auszufüllen, so dass ein Neubau beschlossen wurde. 
Das neue Instrument wurde ebenerdig in der südlichen Vierung aufgestellt; das Orgelgehäuse wurde aus Eichenholz gefertigt. Die Orgel wurde von der Orgelbaufirma Lively-Fulcher erbaut und hat 68 Register auf vier Manualwerken und Pedal. Die Spieltrakturen sind mechanisch. Das Instrument ist im französisch-romantischen Stil disponiert. 1995 war der erste Abschnitt verwirklicht. 2018 wurde das Instrument vollendet.
| I Grand Orgue C–c4 |                      |     |
| 01.                | Montre               | 16' |
| 02.                | Bourdon              | 16' |
| 03.                | Montre               | 08' |
| 04.                | Flûte à cheminée     | 08' |
| 05.                | Flûte harmonique     | 08' |
| 06.                | Salicional           | 08' |
| 07.                | Prestant             | 04' |
| 08.                | Flûte ouverte        | 04' |
| 09.                | Doublette            | 02' |
| 10.                | Grosse Fourniture II |     |
| 11.                | Fourniture V         |     |
| 12.                | Cymbale IV           |     |
| 13.                | Cornet V             |     |
| 14.                | Bombarde             | 16' |
| 15.                | Trompette            | 08' |
| 16.                | Clairon              | 04' |

| II Positif expressif C–c4 |                  |         |
| 17.                       | Violon-basse     | 16'     |
| 18.                       | Montre           | 08'     |
| 19.                       | Gambe            | 08'     |
| 20.                       | Unda Maris       | 08'     |
| 21.                       | Bourdon          | 08'     |
| 22.                       | Prestant         | 04'     |
| 23.                       | Flûte            | 04'     |
| 24.                       | Nazard           | 02 ⁄3'  |
| 25.                       | Doublette        | 02'     |
| 26.                       | Quarte de nazard | 02'     |
| 27.                       | Tierce           | 01 3⁄5' |
| 28.                       | Larigot          | 01 ⁄3'  |
| 29.                       | Piccolo          | 01'     |
| 30.                       | Fourniture VI    |         |
| 31.                       | Basson           | 16'     |
| 32.                       | Trompette        | 08'     |
| 33.                       | Cromorne         | 08'     |
| 34.                       | Clairon          | 04'     |
|                           | Tremulant        |         |

| III Récit expressif C–c4 |                      |     |
| 35.                      | Bourdon              | 16' |
| 36.                      | Diapason             | 08' |
| 37.                      | Viole de gambe       | 08' |
| 38.                      | Voix céleste         | 08' |
| 39.                      | Cor de nuit          | 08' |
| 40.                      | Flûte Traversière    | 08' |
| 41.                      | Prestant             | 04' |
| 42.                      | Flûte octaviante     | 04' |
| 43.                      | Octavin              | 02' |
| 44.                      | Cornet III           |     |
| 45.                      | Plein Jeu V          |     |
| 46.                      | Bombarde             | 16' |
| 47.                      | Trompette harmonique | 08' |
| 48.                      | Basson-Hautbois      | 08' |
| 49.                      | Voix humaine         | 08' |
| 50.                      | Clairon harmonique   | 04' |
|                          | Tremulant            |     |

| IV Bombardes C–c4 |                |     |
| 51.               | Tuba magna     | 16' |
| 52.               | Tuba mirabilis | 08' |
| 53.               | Cor harmonique | 04' |
| 54.               | Grand chœur VI |     |

| Pedale C–g1 |                 |     |
| 55.         | Soubasse        | 32' |
| 56.         | Montre          | 16' |
| 57.         | Flûte           | 16' |
| 58.         | Soubasse        | 16' |
| 59.         | Montre          | 08' |
| 60.         | Flûte           | 08' |
| 61.         | Bourdon         | 08' |
| 62.         | Prestant        | 04' |
| 63.         | Fourniture IV   |     |
| 64.         | Contre bombarde | 32' |
| 65.         | Bombarde        | 16' |
| 66.         | Basson          | 16' |
| 67.         | Trompette       | 08' |
| 68.         | Clairon         | 04' |

- Koppeln: II/I, III/I, III/III (Suboktavkoppel), IV/I, I/P, II/P, III/P, IV/P